# عدنان أبو وليد الصحراوي
الحبيب ولد علي ولد سعيد ولد يماني، المعروف باسم عدنان أبو وليد الصحراوي أو الإدريسي الحبيب، هو مقاتل إسلامي صحراوي وأمير تنظيم الدولة الإسلامية في الصحراء الكبرى. وفي 4 أكتوبر 2019 عرضت الولايات المتحدة مكافأة قدرها 5 ملايين دولار للحصول على معلومات حول مكان وجوده وذلك قبل مقتله في أغسطس 2021.

## سيرته
ولد أبو وليد في العيون بالصحراء الغربية في عائلة تجارية ثرية هربت من المدينة إلى مخيمات اللاجئين في الجزائر. وانضم إلى جبهة البوليساريو وتلقى تدريبات عسكرية، لكنه تم تسريحه وسط وعود بإجراء استفتاء للأمم المتحدة حول وضع الصحراء الغربية. كان قائدًا سابقًا في تنظيم القاعدة في بلاد المغرب الإسلامي، ثم جزءًا من حركة التوحيد والجهاد في غرب إفريقيا في أكتوبر 2011، وأحد كبار قياداتها، حيث عمل في مجلس الشورى وتواصل مع وسائل الإعلام الدولية كمتحدث باسم الحركة. وبحلول عام 2013 أسس منظمة تسمى مجلس شورى المجاهدين في جاو بمالي. بعد دمجها مع حركة التوحيد والجهاد برئاسة مختار بلمختار، ولواء الملثمين في أغسطس 2013 وشكلوا معًا تنظيم المرابطون. وكان زعيمًا مهمًا في تنظيم المرابطون، ليصبح أمير تنظيم المرابطون فيما بعد.
في 13 مايو 2015 أعلن أبو وليد بيعته لأبي بكر البغدادي أمير تنظيم الدولة الإسلامية وأسس ولاية الدولة الإسلامية في الصحراء الكبرى. لم يقبل كل المرابطين بهذه الخطوة، حيث عارضه مختار بلمختار، مما تسبب في انقسام في المجموعة. في أكتوبر 2017 قاد كمين تونغو تونغو ضد الجنود النيجيريين والجنود الأمريكيين خارج قرية تونغو تونغو في النيجر.

## مقتله
أعلن الرئيس الفرنسي إمانويل ماكرون عن مقتل عدنان أبو وليد الصحراوي في غارة للقوات الفرنسية بطائرة بدون طيار بين 17 و22 أغسطس 2021، لكن لم يتم الإعلان عن ذلك إلا في 16 سبتمبر 2021.